# Jan Antosik
Jan Antosik (ur. 11 stycznia 1938 w Skoczykłodach, zm. 9 września 2023 w Warszawie) – polski doktor nauk ekonomicznych i polityk, minister gospodarki materiałowej (1981–1983).

## Życiorys
Syn Stanisława i Franciszki. W 1958 ukończył studia w Szkole Głównej Planowania i Statystyki w Warszawie, w 1972 uzyskał stopień doktora nauk ekonomicznych. Od 1958 do 1960 starszy ekonomista w Zakładach Radiowych im. Marcina Kasprzaka w Warszawie. Od 1960 do 1964 starszy inspektor w Zjednoczeniu Przemysłu Motoryzacyjnego.
Od 1964 do 1981 pracownik w Komisji Planowania przy Radzie Ministrów, jako starszy radca, naczelnik Wydziału Problemów Gospodarowania, następnie wicedyrektor, a od 1972 do 1981 dyrektor Zespołu Gospodarki Materiałowej w Komisji Planowania przy Radzie Ministrów. Członek Polskiej Zjednoczonej Partii Robotniczej, pełnił funkcję II sekretarza Komitetu Zakładowego w Komisji Planowania przy RM. W okresie od 31 października 1981 do 23 marca 1983 minister gospodarki materiałowej w rządzie Wojciecha Jaruzelskiego. Następnie wiceprezes Najwyższej Izby Kontroli od 6 maja 1983 do 30 marca 1992.
Od 1992 roku Dyrektor Finansowy i Członek Zarządu Przedsiębiorstwa Handlu Zagranicznego Bartimpex S.A. – Aleksandra Gudzowatego. Odpowiadał za rozwój polityki finansowej spółki, handel gazem i zarządzanie spółkami wchodzącymi w skład grupy. Zasiadał także w radzie nadzorczej Banku Współpracy Europejskiej należącego do tej spółki.

## Odznaczenia
Krzyżem Komandorskim Orderu Odrodzenia Polski.